# Antoni Zębik
Antoni Kazimierz Zębik (przed II wojną światową SP1ZA, po wojnie SP7LA, pseudonim Biegły), (ur. 13 stycznia 1914 w Częstochowie, zm. 1 lipca 2009) – polski krótkofalowiec, konstruktor nadajnika Radiostacji Błyskawica. Od 1938 roku członek Polskiego Związku Krótkofalowców.

## Konspiracja
Od 1940 roku członek Związku Walki Zbrojnej.
Na początku 1943 roku w Częstochowie, w warunkach pełnej konspiracji rozpoczął pracę nad budową radiostacji dla przyszłego powstania. Pod koniec tego samego roku radiostację przewieziono do Warszawy, gdzie używana była jako radiostacja zapasowa. Po utracie radiostacji skonstruowanej przez Oddział V sztabu Komendy Głównej Armii Krajowej, z tego właśnie nadajnika emitowane były audycje w czasie powstania warszawskiego.

## Aresztowania
W listopadzie 1944 roku Antoni Zębik został aresztowany przez Gestapo i następnie więziony w obozach w Groß-Rosen, Mittelbau i Bergen-Belsen, skąd 15 kwietnia 1945 roku uwolniony został przez wojska brytyjskie.
W sierpniu 1945 roku po kilku miesiącach rekonwalescencji w szpitalu wojskowym powrócił do Polski i został aresztowany przez UB, po kilku miesiącach zwolniony, zamieszkał w Łodzi.

## Działalność w PRL
W latach sześćdziesiątych XX wieku wznowił działalność w Polskim Związku Krótkofalowców. Zgłaszał patenty i tworzył prototypy urządzeń łączności.

## Odtworzenie Błyskawicy
W roku 2004 odtworzył radiostację Błyskawica i przekazał jej replikę do Muzeum Powstania Warszawskiego.

## Odznaczenia
- Krzyż Oficerski Orderu Odrodzenia Polski – 2006[3][4]